# Kėdainiai
Kėdainiai ([kʲeːˈdâːɪnʲɛ]; in jidisch: קיידאן Keidán) è una città lituana, situata a 51 km a nord di Kaunas, sulle sponde del fiume Nevėžis. Venne menzionata per la prima volta nel 1372 nelle Cronache di Enrico di Livonia di Ermanno di Wartberge. La sua popolazione era di 22 682 abitanti nel 2020. La parte vecchia della città risale al XVII secolo.
La città è il centro amministrativo del comune distrettuale di Kėdainiai. Il centro geografico della Lituania si trova nel vicino villaggio di Ruoščiai, situato nella seniūnija di Dotnuva.

## Origini del nome
La città è conosciuta con vari nomi in altre lingue: Kiejdany in polacco, Keidan (קיידאן) in yiddish, e Kedahnen in tedesco. Kėdainiai inoltre è anche nota con le sue varianti Kidan, Kaidan, Keidany, Keydan, Kiedamjzeÿ ("j" /e/), Kuidany e Kidainiai.

## Storia
L'area fu teatro di numerose battaglie durante "Il Diluvio", la guerra del XVII secolo tra la Confederazione polacco-lituana e la Svezia. Nel 1655, un trattato di breve durata con la Svezia, l'Unione di Kėdainiai, fu firmato da due membri della famiglia Radziwiłł nel loro castello di Kėdainiai. Mentre oggi ci sono pochi resti del castello dei Radziwiłł, la cripta della chiesa calvinista (1631) ospita il mausoleo della famiglia, tra cui le tombe di Krzysztof Radziwiłł e suo figlio Janusz.
I protestanti scozzesi arrivarono alla fine del XVI e XVII secolo, incoraggiati dalla conversione di Anna Radziwiłł; la comunità esercitò una notevole influenza nella città e persistette fino alla metà del XIX secolo..
Un'usanza locale invitava tutti i visitatori a portare una pietra da utilizzare nella costruzione della città.

### Seconda guerra mondiale
Durante l'operazione Barbarossa, Kėdainiai fu occupata dalla Germania nazista nell'estate del 1941. Il 28 agosto 1941, l'intera comunità ebraica di lingua jidisch della città, che viveva lì da 500 anni, venne sterminata dai battaglioni speciali tedeschi, con l'aiuto della popolazione locale lituana. La popolazione ebraica prima dell'Olocausto era di 3 000 abitanti.

### Periodo sovietico
Durante la Guerra Fredda fu sede della base aerea di Kėdainiai, una grande struttura di trasporto aereo militare sovietico.
Per molti anni, Kėdainiai è stata conosciuta per le sue industrie chimiche e di trasformazione alimentare. L'impianto chimico di Kėdainiai, Lifosa, iniziò a funzionare nel gennaio del 1963. Pubblicizzato come pietra miliare nell'industrializzazione della Lituania, emise quantità significative di acido solforico e fu oggetto di proteste ecologiche negli anni 1980.

### Lituania indipendente
Dopo anni di chiusura, le vecchie imprese sono state riaperte e altre ne sono state create nuove, contribuendo al suo status di roccaforte economica.